# Symphonie no 3 de Henze
Pour les articles homonymes, voir Symphonie no 3.
La Symphonie no 3 est la troisième des dix symphonies du compositeur allemand Hans Werner Henze. Composée en 1949-50, quelques mois après sa deuxième symphonie, elle est créée le 7 octobre 1951 aux journées internationales de Donaueschingen sous la direction de Hans Rosbaud.

## Analyse de l'œuvre
1. Anrufung Apolls (invocation d'Apollon)
2. Dithyrambe
3. Épilogue Beschwörungstanz (danse du serment)

## Instrumentation
- deux flûtes, deux hautbois, deux bassons, deux clarinettes, trois cors, trois trompettes, trois trombones, saxophone ténor, célesta, harpe, piano, timbales, cordes.

- Durée d'exécution : vingt-cinq minutes.

Henze a dirigé lui-même un enregistrement en 1965 de l'œuvre avec l’orchestre philharmonique de Berlin.